# Wielodostępność
Wielodostępność (ang. multiuser) – cecha oprogramowania, umożliwiająca wielu użytkownikom pracę na jednym programie w tym samym czasie.